# Eppendorf (empresa)

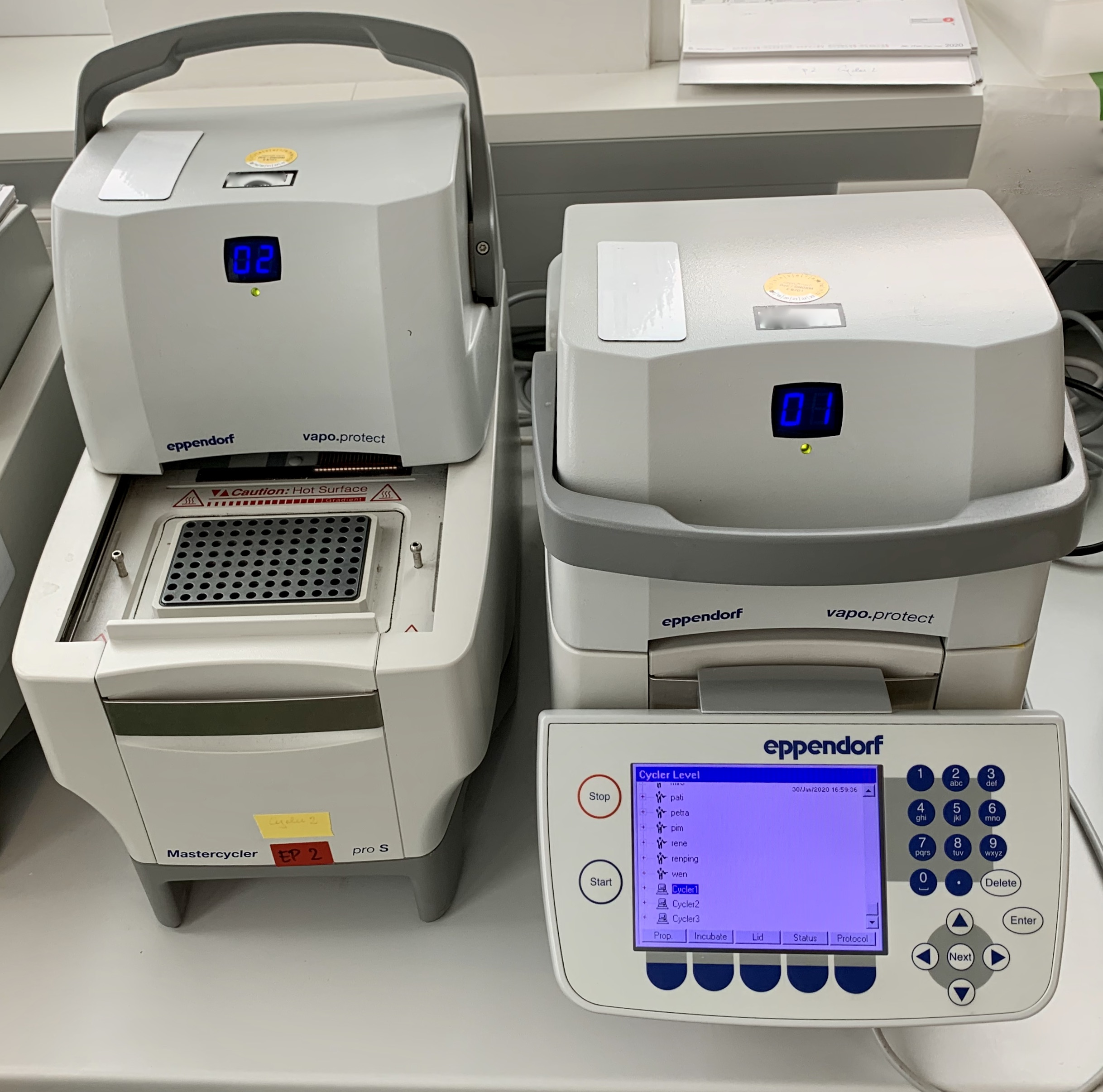
Un termociclador de Eppendorf para PCR.

Eppendorf es una empresa de biotecnología originada en Hamburgo (Alemania). La compañía fue fundada en 1945 en un pequeño edificio en la clínica universitaria de Hamburgo-Eppendorf (UKE). Hoy en día, es una gran empresa en la rama biotecnológica, que emplea a más de 4,500 personas. Eppendorf ofrece un amplio rango de equipamiento biotecnológico que incluye centrífugas, pipetas, termocicladores, dispositivos para micromanipulación, consumibles, microarrays, etc.

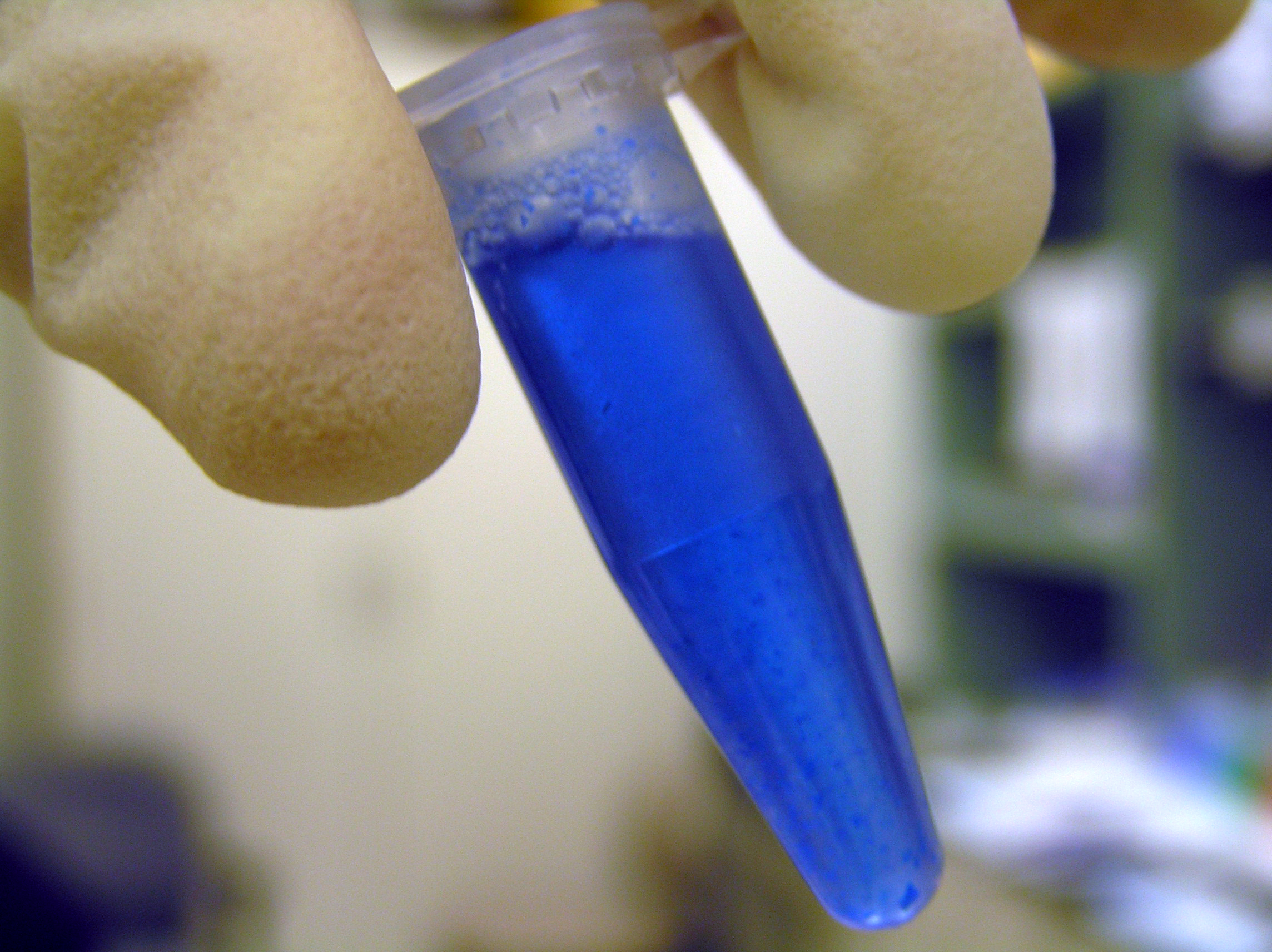
Tubo de microcentrífuga o eppendorf con una solución de azul de Coomassie

Uno de sus más conocidos productos es el tubo de microcentrífuga (un pequeño tubo de base cónica de aproximadamente 1,5 ml de capacidad), que se emplea para almacenar pequeñas cantidades de líquido. Muchas otras compañías copiaron el formato y ofrecen tubos muy similares, pero estos se conocen coloquialmente como eppendorfs en la jerga de laboratorio en todo el mundo, sean o no manufacturados en esta compañía. Muchas centrífugas han sido específicamente diseñadas para ser compatibles con estos tubos.